# Норатус (мыс)
Норатусский мыс (арм. Նորատուսի հրվանդան), также Норатус, Норадуз, Норадузский мыс — мыс на западном берегу озера Севан в Армении. На противоположном берегу озера напротив мыса расположен полуостров Артаниш. Условная линия, соединяющая Норатусский мыс и Артаниш, делит озеро на две части: большой (на юге) и малый Севан.
На мысе расположено село Норатус и крупнейшее кладбище армянских хачкаров — Норатусское.
Ветер на мысе част, бессолнечных дней в году не больше девятнадцати.

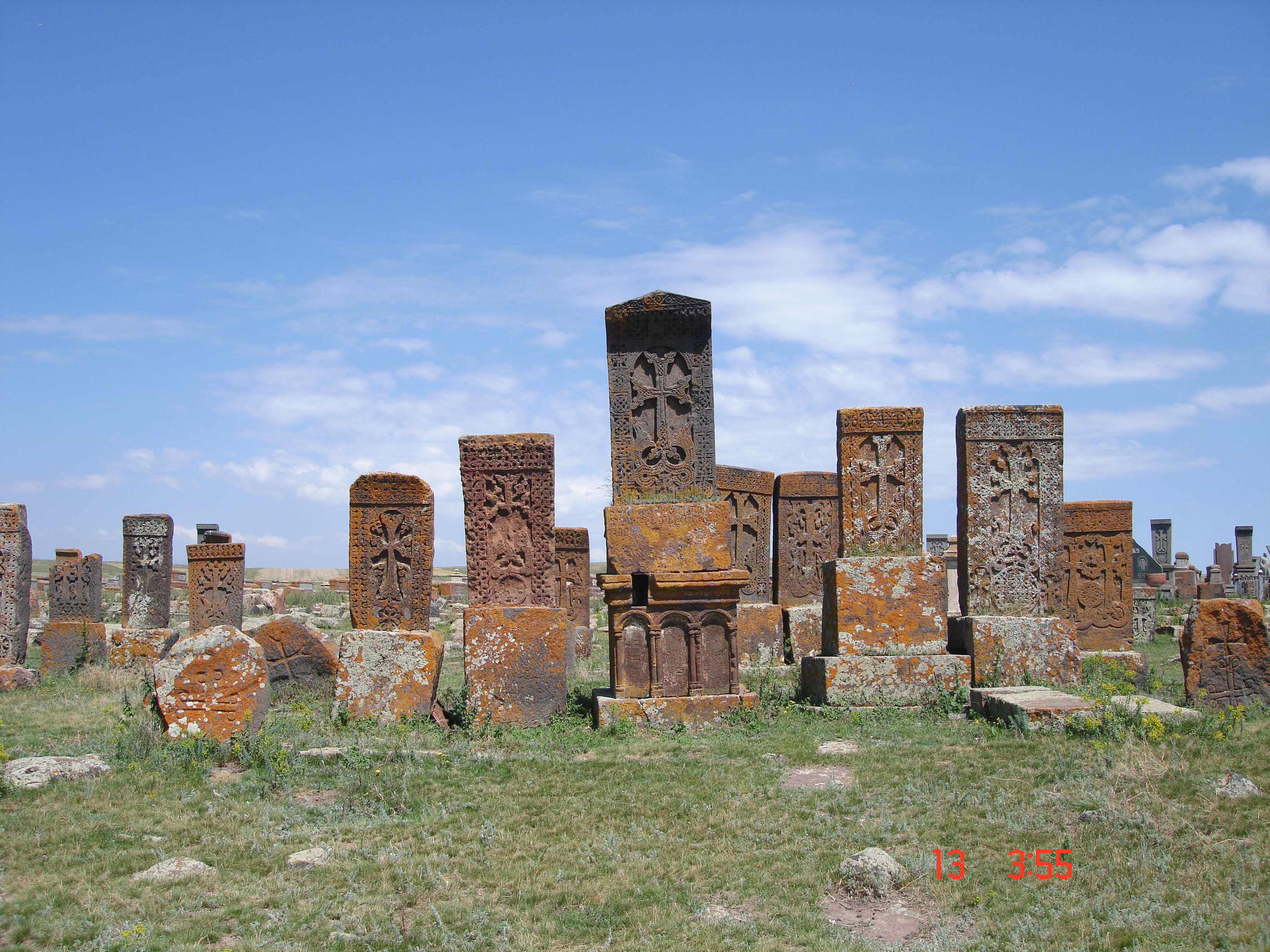
Хачкары на мысе
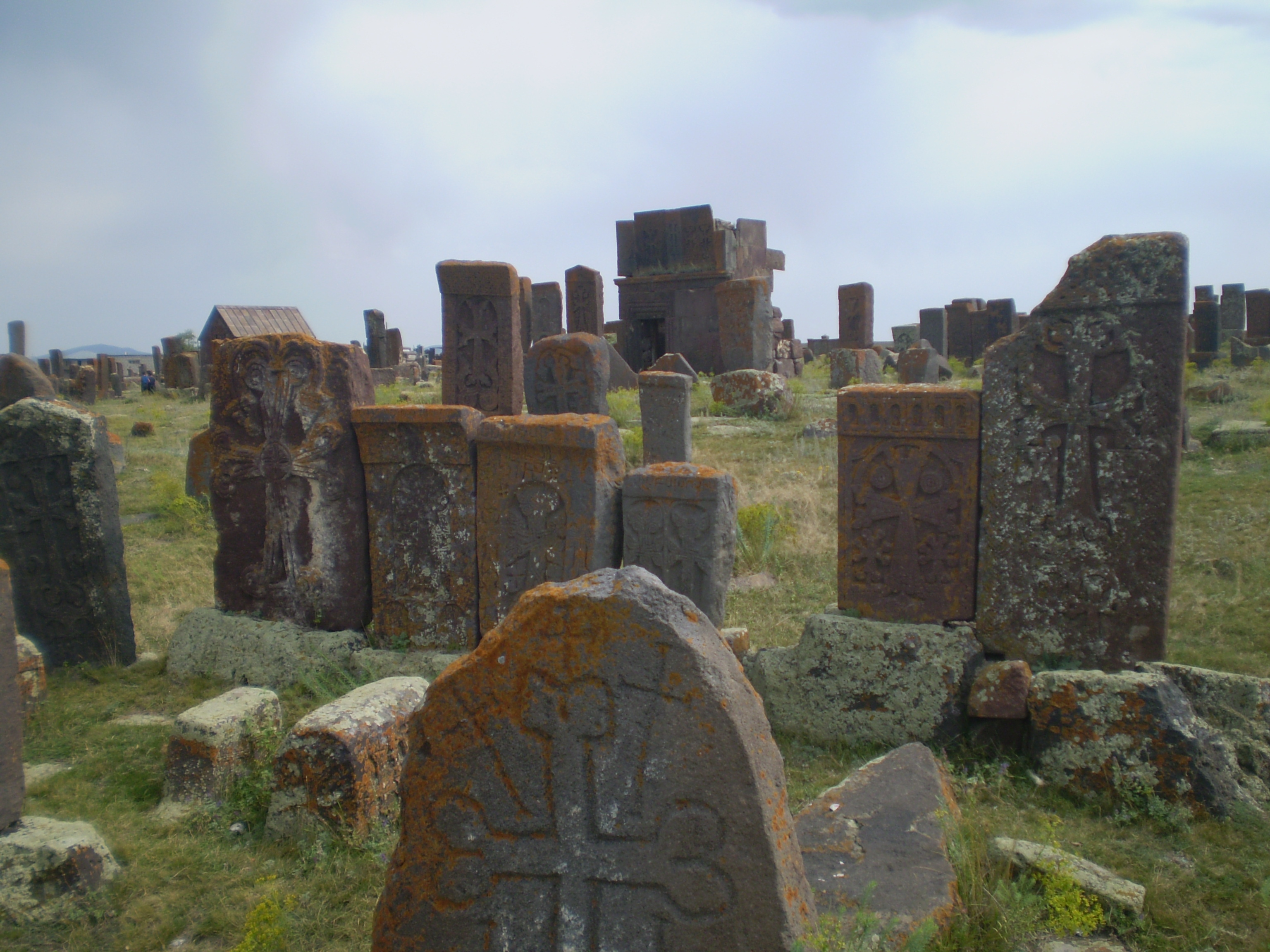
Хачкары на мысе